# Cuisery
Cuisery is een gemeente in het Franse departement Saône-et-Loire (regio Bourgogne-Franche-Comté). De plaats maakt deel uit van het arrondissement Louhans. Cuisery telde op 1 januari 2022 1.580 inwoners.

## Geografie
De oppervlakte van Cuisery bedroeg op 1 januari 2022 11,29 vierkante kilometer; de bevolkingsdichtheid was toen 139,9 inwoners per km².

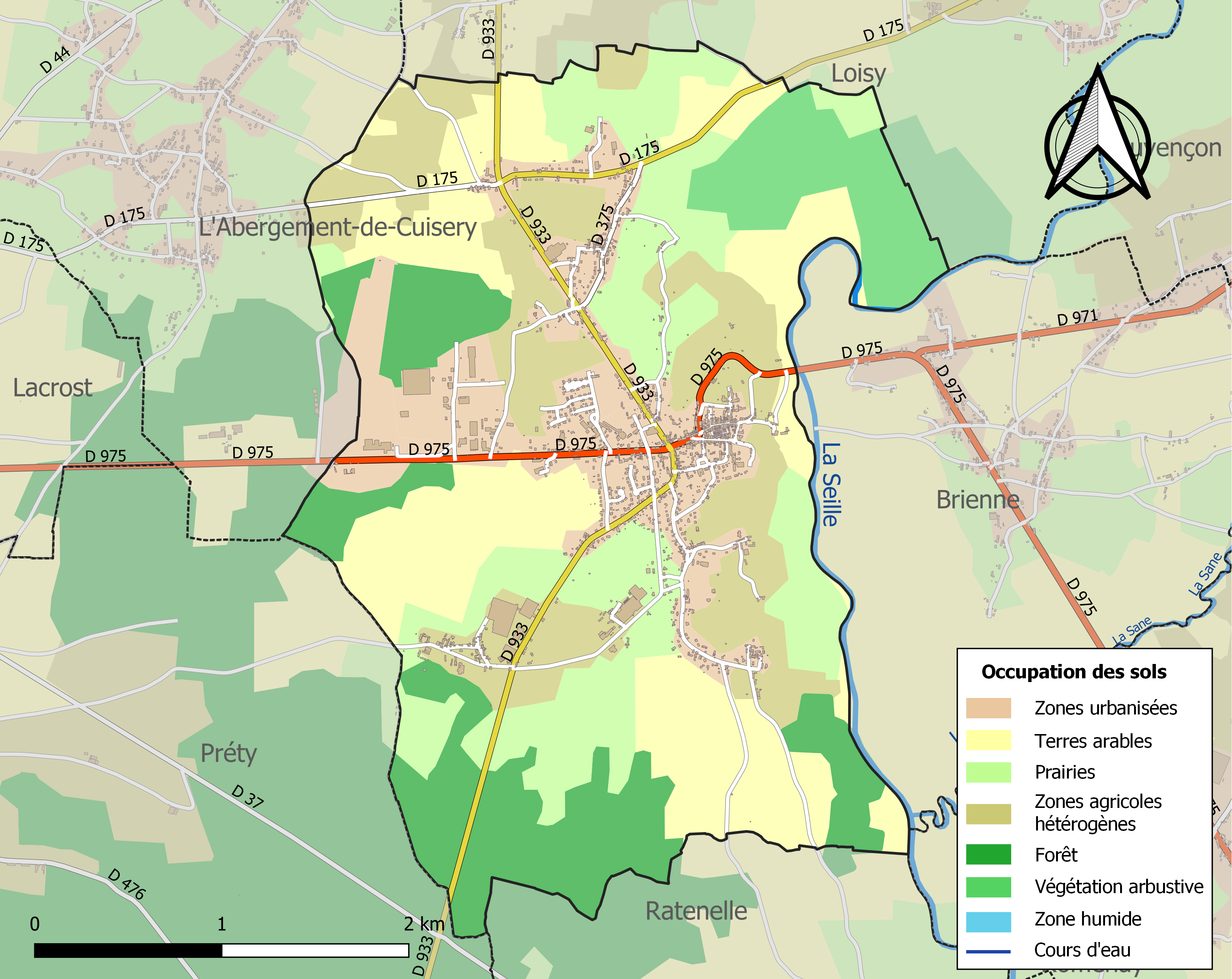
Kaart van de gemeente met de belangrijkste infrastructuur, bodemgebruik en omliggende gemeenten

## Demografie
Onderstaande figuur toont het verloop van het inwonertal (bron: INSEE-tellingen).

## Geboren in Cuisery
- Jules Bourcier (1797-1873), ornitholoog
- Gaston Bussière (1862-1928), kunstschilder en illustrator (symbolisme)